# Euthalia saitaphernes
Euthalia saitaphernes är en fjärilsart som beskrevs av Hans Fruhstorfer 1913. Euthalia saitaphernes ingår i släktet Euthalia och familjen praktfjärilar. Inga underarter finns listade i Catalogue of Life.